# Georganiseerde misdaad

De 4 grote maffiabendes in Zuid-Italië
Cosa Nostra
Camorra
Sacra Corona Unità
'Ndrangheta

Van georganiseerde misdaad is volgens de Raad van Europa en de Europese Unie sprake als wordt voldaan aan ten minste de volgende vier criteria:
1. samenwerking van twee of meer personen
2. de samenwerking heeft plaats over een langere periode
3. om ernstige misdaden te plegen
4. met als doel macht en geldelijk gewin

Georganiseerde misdaad bestaat vaak uit groepen criminelen van verschillende grootten, zoals:
- kleine, zogenaamde 'freelance' groepen
- criminele organisaties
  - Russische maffia
  - Latijns-Amerikaanse drugskartels zoals het Medellínkartel en het Calikartel in Colombia en het Golfkartel en het Sinaloakartel in Mexico, Mara Salvatrucha (MS-13), de Mexican Mafia
  - in Italië de maffia bestaande uit: Cosa nostra, Camorra, 'Ndrangheta en Sacra Corona Unità
  - Chinese triades
  - Japanse Yakuza
  - Braziliaanse Primeiro Comando da Capital (PCC)
  - Molukse Kajahatan
  - de bende van Klaas Bruinsma in Nederland
  - de Bende van Nijvel in België
  - de Mocro Maffia van o.a. Ridouan Taghi in Nederland

De actieterreinen van deze bendes variëren van handel in zowel legale als illegale producten, zoals drugs, ivoor, mensensmokkel en daarmee samenhangend prostitutie, wapensmokkel, afpersing, internetcriminaliteit, moord, drankhandel en (auto)diefstal. Een andere kernactiviteit van criminele organisaties is het witwassen van zwart geld.

## Juridisch
- Nederland: artikel 140 Sr stelt strafbaar de deelneming aan een organisatie die tot oogmerk heeft het plegen van misdrijven (deelneming aan een criminele organisatie).
- België: art. 322-326 Strafwetboek betreffen elke “vereniging met het oogmerk om een aanslag te plegen op personen of op eigendommen en criminele organisatie”[1]
- Internationaal: VN-verdrag tegen grensoverschrijdende georganiseerde misdaad